# Csősz
Csősz – wieś na Węgrzech, w Komitacie Fejér, w powiecie Aba.